# Horário de inverno na Checoslováquia
Um dos significados de Horário de inverno é a prática de atrasar os relógios em uma hora - em relação ao horário padrão - durante os meses de inverno. Nesse sentido, trata-se da compensação oposta ao horário de verão. Entretanto, ao mesmo tempo em que o horário de verão é ampla e consistentemente aplicado ao longo do tempo em muitos países, o uso do horário de inverno nesse sentido é muito raro. O horário de inverno na Checoslováquia foi aplicado pela Ordem número 213/1946 Sb. de 1 de dezembro de 1946 (3:00→2:00) a 23 de fevereiro de 1947 (2:00→3:00), autorizado pelo Ato 212/1946 Sb., intitulado O zimním čase ("Sobre o Horário de Inverno"). Esse ato, com apenas dois parágrafos, aprovado em 21 de novembro de 1946 e anunciado em 27 de novembro desse ano, autorizou o governo checoslovaco a implementar o horário de inverno por decreto a qualquer momento. A razão principal dada pelo governo checoslovaco para a implantação do horário de inverno é que as centrais elétricas trabalhavam com um excesso aproximado de 10% na carga durante os horários de pico (das 7 às 8 e das 16 às 20 horas) acreditando que o horário de inverno diluiria a a carga da demanda no pico.
O ato nunca foi revogado expressamente e em teoria autoriza os governos da República Checa e da Eslováquia, Estados sucessores da extinta Checoslováquia, e que recepcionaram a legislação checoslovaca, a implementar o horário de inverno a qualquer momento. Entretanto, o experimento jamais foi repetido.
A também extinta União Soviética usou dois níveis de horário de verão durante (o horário padrão mais uma e mais duas horas) durante a II Guerra Mundial.